# Joshiraku
Joshiraku (じょしらく) là một manga do Kōji Kumeta sáng tác và Yasu minh họa, kể về đời sống thường ngày của năm nữ diễn viên hài. Một anime do J.C. Staff chuyển thể phát hành tại Nhật Bản vào ngày 5 tháng 7 năm 2012.

## Nhân vật
Buratei Marii
Lồng tiếng bởi: Ayane Sakura (Anime), Kana Asumi (CD)
Kanji: 蕪 羅亭 魔 梨 威 - Buratei Marii
Nhân vật chính "quan trọng" của manga, người có mái tóc dài màu đỏ. Cô ấy cư xử giống như Edokko  nhưng cô ấy thực sự đến từ... tỉnh Tokushima. Mặc dù có ngoại hình đẹp nhưng cách cô ấy nói chuyện và khuôn ngực phẳng lì có xu hướng khiến người khác nghi ngờ cô ấy là con trai lai với con gái.

#### Harōkitei Kigurumi
Lồng tiếng bởi: Kotori Koiwai (Anime), Erena Ono (CD)
Kanji: 波浪 浮 亭 木 胡桃 - Harōkitei Kigurum
Một cô gái với mái tóc màu kem là cô gái nhỏ tuổi nhất trong nhóm. Để phù hợp với hình tượng trẻ con của mình, cô ấy thường giả vờ dễ thương trước mặt người khác, nhưng đối thoại nội tâm của cô ấy thể hiện suy nghĩ thực sự của cô ấy với khán giả.

#### Bōhatei Tetora
Lồng tiếng bởi: Nozomi Yamamoto (Anime), Ikumi Hayama (CD)
Kanji: 防 波 亭 手 寅 - Bōhatei Tetora
Một cô gái buộc tóc đuôi ngựa với mái tóc nâu là một cô gái may mắn và có một cuộc sống vô tư. Cô ấy thường dẫn dắt câu chuyện sang các đối tượng khác. Kumeta giới thiệu cô ấy là nhân vật chính "thực sự" của Manga.

#### Kūrubiyūtei Gankyō
Lồng tiếng bởi: Yoshino Nanjō (Anime), Hanazawa Kana (CD)
Kanji: 空 琉 美 遊 亭 丸 京 - Kūrubiyūtei Gankyō
Một cô gái đeo kính và tóc xanh lá cây là một cô gái thông minh, lạnh lùng nhưng rất bạo lực. Cô ấy là bạn thời thơ ấu của Tetora.

#### Anrakutei Kukuru
Lồng tiếng bởi: Saori Gotō (Anime / CD)
Kanji: 暗 落 亭 苦 来 - Anrakutei Kukuru
Một cô gái có mái tóc đen thẳng, diễn xuất rất tốt, nhưng lại là một cô gái kém may mắn và rất không ổn định về mặt tình cảm.

#### Fukumen
Lồng tiếng bởi: Aoi Yūki
Kanji: 覆 面 - Fukumen
Một cô gái đeo mặt nạ đấu vật luchador tình cờ xuất hiện trong cảnh quay tại một số điểm nhất định.

## Manga
Joshiraku bắt đầu là một bộ truyện tranh được viết bởi Kōji Kumeta và được minh họa bởi Yasu. Nó được đăng nhiều kỳ trên Tạp chí Bessatsu Shōnen của Kodansha từ số ra tháng 10 năm 2009 đến tháng 10 năm 2013 - từ ngày 9 tháng 9 năm 2009 đến ngày 9 tháng 9 năm 2013. Các chương cũng được thu lai các chương và phát hành thành sáu tập Tankōbon.